# Rio Tennis Classic 2021
Il Rio Tennis Classic 2021 è stato un torneo maschile di tennis giocato sulla terra rossa. È stata la 2ª edizione del torneo, facente parte della categoria Challenger 80 nell'ambito dell'ATP Challenger Tour 2021, con un montepremi di 52 080 $. Si è giocato sui campi del Centro Olímpico de Tênis di Rio de Janeiro, in Brasile, dal 13 al 19 dicembre 2021. Sullo stesso impianto si erano tenuti i tornei di tennis ai Giochi Olimpici del 2016 e il Rio Tennis Classic 2021 è stato il primo importante evento tennistico ospitato dopo le Olimpiadi. La prima edizione si era disputata nel 2017 sui campi in terra rossa all'aperto del Rio de Janeiro Country Club della stessa metropoli brasiliana. Non si erano tenute le edizioni dal 2018 al 2020.

## Partecipanti

### Teste di serie
| Nazionalità     | Giocatore                    | Ranking* | Testa di serie |
| --------------- | ---------------------------- | -------- | -------------- |
| Brasile         | Thiago Seyboth Wild          | 131      | 1              |
| Argentina       | Nicolás Kicker               | 230      | 2              |
| Argentina       | Juan Pablo Ficovich          | 232      | 3              |
| Brasile         | Matheus Pucinelli de Almeida | 286      | 4              |
| Rep. Dominicana | Roberto Cid Subervi          | 296      | 5              |
| Brasile         | Orlando Luz                  | 300      | 6              |
| Serbia          | Peđa Krstin                  | 311      | 7              |
| Giappone        | Kaichi Uchida                | 316      | 8              |

* Ranking al 6 dicembre 2021.

### Altri partecipanti
I seguenti giocatori hanno ricevuto una wild card per il tabellone principale:
- Gabriel Decamps
- Lorenzo Esquici
- Wilson Leite

Il seguente giocatore è entrato in tabellone con il protected ranking:
- Guilherme Clezar

Il seguente giocatore è entrato in tabellone con lo special exempt:
- Igor Marcondes

Il seguente giocatore è entrato in tabellone come alternate:
- Mateus Alves

I seguenti giocatori sono passati dalle qualificazioni:
- Nicolás Barrientos
- Luca Castelnuovo
- Rafael Matos
- José Pereira

Il seguente giocatore è entrato in tabellone come lucky loser:
- Roy Smith

## Punti e montepremi
| Torneo    | Torneo              | V     | F     | SF    | QF    | 2T  | 1T  | Q | Q2  | Q1  |
| Singolare | Punti               | 80    | 48    | 29    | 15    | 7   | 0   | 4 | 2   | 0   |
| Singolare | Premi in denaro ($) | 7 200 | 4 240 | 2 510 | 1 460 | 860 | 520 | – | 260 | 130 |
| Doppio    | Punti               | 80    | 48    | 29    | 15    | –   | 0   | – | –   | –   |
| Doppio    | Premi in denaro ($) | 3 100 | 1 800 | 1 080 | 640   | –   | 360 | – | –   | –   |

## Campioni

### Singolare
Kaichi Uchida ha sconfitto in finale  Nicolás Álvarez Varona con il punteggio di 3–6, 6–3, 7–6(3)

### Doppio
Orlando Luz /  Rafael Matos hanno sconfitto in finale  James Cerretani /  Fernando Romboli con il punteggio di 6–3, 7–6(2).